# Joseph Schmidlin
Pour les articles homonymes, voir Schmidlin.
Joseph Schmidlin, né le 29 mars 1876 à Petit-Landau en Alsace-Lorraine et mort (assassiné) le 10 janvier 1944 au camp de Schirmeck est prêtre catholique français, historien ecclésiastique et théologien. On le considère comme le fondateur des études sur les missions catholiques.

## Biographie
Il était le fils d’un enseignant, Augustin Schmidlin (1841-1915), instituteur dans le Sundgau, et d’une employée aux écritures, Maria Anna, née Hoefferlin (1843-1908). Il avait deux frères (dont August Schmidlin, prêtre et musicien d’église) et trois sœurs. Il fréquenta le prégymnase puis le gymnase épiscopal Saint-Étienne de Strasbourg et étudia la philosophie et la théologie au grand séminaire de Strasbourg. Il fut ordonné prêtre en 1899.

## Carrière scientifique
De 1899 à 1901, il étudia l’histoire et la philologie classique pour les futurs enseignants à l’Université Albert-Ludwig de Fribourg-en-Brisgau et obtint son doctorat en 1901. Au cours d’un séjour d’étude à Rome de 1901 à 1905, il travailla sur l’histoire des papes de Ludwig von Pastor. En 1904, il passa son doctorat en histoire de l’Église. Après avoir été quelque temps aumônier à Guebwiller, il fut en 1907 nommé suppléant auprès d’Albert Ehrhard pour l’histoire de l’Église à l’Université de Strasbourg. Par la suite, il fut une nouvelle fois suppléant à Münster avant d’être nommé en 1910 nommé professeur d’histoire de l’Église, d’histoire des dogmes, de patrologie et de science missionnaire. En 1914, il fut nommé professeur titulaire pour la science missionnaire avec un poste d’enseignement supplémentaire pour l’histoire de l’Église, l’histoire des dogmes et la patrologie.

## Importance de son travail
Il est le fondateur de l’étude scientifique des missions comme discipline indépendante à l’intérieur de la théologie catholique. En 1911, il fonda la Zeitschrift für Missionswissenschaft, qu’il rédigeait lui-même. Du côté des Églises protestantes son précurseur fut Gustav Warneck (de), titulaire de la première chaire d’études missionnaires en Allemagne.
Après que le Pape Benoît XV eut encouragé, par l’encyclique Maximum illud (1919), la création de chaires et d’instituts de science missionnaire, de nombreuses chaires furent fondées en Allemagne et à l’étranger selon le modèle de Münster, notamment à Munich, Wurtzbourg, Nimègue, Fribourg (en Suisse), Louvain et Vienne. 
Die Katholische Missionslehre (Münster/Westf. 1919) deux ans après avoir été introduite dans les études missionnaires (Münster/Westf. 1917) resta pendant des décennies le travail de base des études missionnaires catholiques.
Après avoir assisté Ludwig von Pastor dans la composition de son 'histoire des papes' (Geschichte der Päpste seit dem Ausgang des Mittelalters) en 16 volumes, il la compléta après la mort de son maître, y achevant les 'temps modernes', c’est-à-dire la période allant de 1800 à la mort de Pie XI. Ce travail représente sa contribution scientifique majeure à l'histoire de l'Église catholique.

## La fin de sa vie
Marie-Joseph Bopp nous dit de lui que « en même temps que grand savant, il était d'une nature très difficile, il était bourru, rouspéteur et querelleur ». C’en était au point que discutant un jour avec Pie XI sur une question d’histoire ecclésiastique, il lui lança : «Est-ce que c'est vous qui êtes historien ou moi ? ». Le pape, qui en riait, l’avait surnommé en allemand « le professeur Krach » (le professeur Chamailleur). Membre du Heimatbund, il fut condamné par contumace à dix ans de prison par les Français mais ne s’entendit pas mieux avec les nazis qui le contraignirent à prendre sa retraite le 14 juillet 1934. Le retour des Allemands en Alsace lui permit de revenir mais n’arrangea pas ses affaires puisque les nouvelles autorités l’enfermèrent d’abord dans un asile psychiatrique puis au camp de Schirmeck où il continua à tonner contre le national-socialisme.
Finalement il fut jeté en prison pour son hostilité au régime hitlérien, avant d’être envoyé en hôpital psychiatrique et enfin au camp de sécurité de Vorbruck-Schirmeck où, pour briser sa résistance, on l’enferma dans un bunker où il mourut le 10 janvier 1944. « Sa vie, écrit Marie-Joseph Bopp, est aussi un chapitre de la tragédie alsacienne : condamné à dix ans de prison par les Français pour germanophilie, tué par les Allemands nazis comme résistant. »
Un co-détenu du nom de Baldenweck a raconté comment il est mort : « On l’a placé à Schirmeck dans un bunker réservé aux prisonniers dangereux.  Il n’a passé que trois semaines en prison, période courte mais horrible période. Après plusieurs « interrogatoires » simples il a eu droit un jour à l’interrogatoire « poussé », à la fin duquel il ne restait plus de lui qu’une masse de chair écrasée et méconnaissable qui a été trainée et enterrée. On peut dire qu’il a été tué de la façon la plus bestiale. ».

## Hommage et vénération
- L’Église catholique l’a inscrit comme confesseur de la foi dans le martyrologe allemand du XXe siècle.
- À l’entrée de la cathédrale de Breisach est accrochée une plaque commémorative impressionnante qui porte les mots:« Dans cette crypte datant des débuts de l’art gothique (...) la paroisse de Breisach honore la mémoire du professeur Josef Schmidlin, prêtre et historien de l’Église, qui travailla à Breisach. Il succomba en 1944 dans le camp de concentration de Schirmeck (...) pour s’être opposé à la tyrannie nationale-socialiste. »

## Quelques-unes de ses publications
- Die geschichtsphilosophische und kirchenpolitische Weltanschauung Ottos von Freising. Ein Beitrag zur mittelalterlichen Geistesgeschichte. Verlag Herder, Freiburg im Breisgau 1906, online.
- Missions- und Kulturverhältnisse im fernen Osten: Eindrücke und Berichte von meiner Missionsstudienreise im Winter 1913/14. Borgmeyer, Münster 1914, online.
- Die christliche Weltmission im Weltkrieg. Mönchen-Gladbach 1915.
- Katholische Missionslehre im Grundriss. 2e édition, Verlag Aschendorff, Münster 1923[3].
- Die Katholischen Missionen von der Völkerwanderung bis zur Gegenwart. Berlin 1925.
- Papstgeschichte der Neuesten Zeit. 3e volume. Papsttum und Päpste im XX. Jahrhundert. Pius X. und Benedikt XV. (1903–1922). Regensburg 1936.